# Trofors
Trofors ist eine Ortschaft in der norwegischen Kommune Grane in der Provinz (Fylke) Nordland. Der Ort stellt das Verwaltungszentrum von Grane dar und hat 860 Einwohner (Stand: 1. Januar 2024).

## Geografie

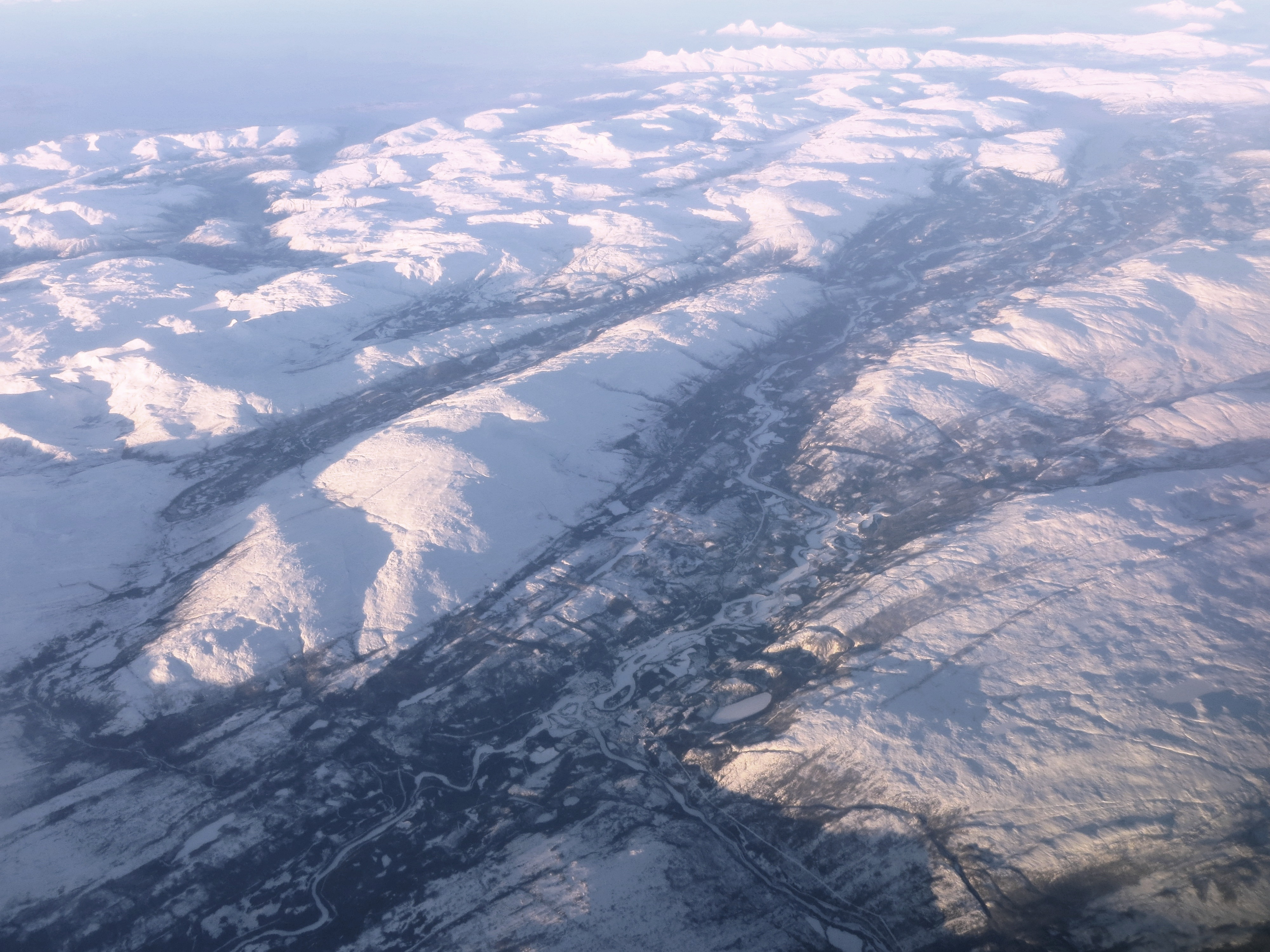
Luftbild der Gegend um Trofors mit dem Zusammenfluss der Vefsna und Svenningelva im Vordergrund

Trofors ist ein sogenannter Tettsted, also eine Ansiedlung, die für statistische Zwecke als eine Ortschaft gewertet wird. Trofors liegt im norwegischen Innenland am Zusammenfluss der Flüsse Vefsna (südsamisch Vaapstenjeanoe) und Svenningelva (auch Svenningdalselva), die jeweils umgeben von höheren Gebirgszügen durch Täler durch das Gebiet fließen. Die Svenningelva fließt von Süden durch das Tal Svenningdalen auf den Ort zu, die Vefsna aus dem Osten. Nach dem Zusammenfluss beider Flüsse verläuft der Fluss unter dem Namen Vefsna weiter in den Norden. In beiden Flüssen befinden sich auf Höhe von Trofors einige Inseln. 
Trofors erstreckt sich größtenteils nördlich des Mündungsbereichs der Svenningelva und der Vefsna über die westliche und östliche Vefsna-Uferseite. Das Dorf liegt auf einer Höhe von unter 100 moh. und ist von Gebirgszügen umgeben, die Höhen von über 1000 moh. erreichen.

## Geschichte
Von 1877 bis 1899 wurde in den Svenningdalen gruver nördlich von Trofors Galenit abgebaut. Dort gab es auch kleinere Goldfunde.

## Verkehr
Durch den Ort führt die Europastraße 6 (E6). Diese führt aus dem Süden kommend über eine Brücke über den Fluss Vefsna und von dort in die östliche Ortshälfte von Trofors. Dort mündet der Riksvei 73 in die E6. Der Riksvei 73 führt in den Osten in die Nachbarkommune Hattfjelldal und weiter nach Schweden. Die E6 stellt in Richtung Norden unter anderem die Verbindung zur an der Küste gelegenen Stadt Mosjøen her.
Im westlichen Teil des Dorfes befindet sich ein Bahnhaltepunkt der Bahnlinie Nordlandsbanen. Der Haltepunkt liegt rund 367 Kilometer vom Bahnhof in Trondheim entfernt. Er wurde 1940 eröffnet, als die Nordlandsbanen bis nach Mosjøen in Betrieb genommen wurde.

## Name
Der Ortsname setzt sich aus den Bestandteilen tro und foss (deutsch Wasserfall) in seiner nordnorwegischen Ausprägung fors zusammen.  Der Bestandteil tro leitet sich vom altnordischen Begriff þró ab und bedeutet Gerinne oder Wasserlauf.

## Persönlichkeiten
- Emma Gunnarsen (* 2008), Sängerin
- Marcus & Martinus Gunnarsen (* 2002), Sänger